# Monte Caburaí
Monte Caburaí es una montaña situada en la frontera entre los países sudamericanos de Brasil y Guyana (desde el punto de vista venezolano en la frontera entre la Guayana Esequiba y Brasil) que se eleva hasta los 1465 metros (4806 pies) sobre el nivel del mar. La fuente del río Uailã o Aila, que se encuentra en la montaña, según algunas fuentes es el punto más al norte de Brasil.
Estando en el municipio roraimense de Uiramutã, el Monte Caburaí es disputado como el punto más septentrional de Brasil conjuntamente con la naciente del río Uailã, ambos en el estado de Roraima.